# Aleksander Czekanowski
Aleksander Piotr Czekanowski (n. 12/24 februarie 1833, Kremeneț, gubernia Volînia⁠(d), Imperiul Rus – d. 18/30 octombrie 1876, Sankt Petersburg, Imperiul Rus) a fost un geolog și explorator al Siberiei de origine poloneză.
A studiat medicina la Universitatea din Kiev, apoi geologia la Universitate din Talin. După finisarea studiilor (1857) s-a întors în Kiev, unde a început să lucreze pentru firma „Siemens & Halske”. Pentru participarea la Insurecția poloneză din Ianuarie, a fost deportat în Siberia, unde, din însărcinarea Societății Ruse de geografie, întreprinde explorări geografice în sudul guberniei Irkutsk (1869-1871). În cele trei expediții de explorări geologice, geografice, botanice și zoologice pe Tunguska inferioară (1873), pe Oleniok (1874) și pe cursul inferior al Lenei de la Irkutsk la Bulun (1875), descoperă, în bazinul rîului Tunguska inferioară zăcăminte de carbon, și grafit. Inapoiat la Petersburg (1876), începe munca de prelucrare a bogatelor materiale geografice, paleontologice și geologice adunate. Numele său îi poartă astăzi un masiv deluros dintre Lena și Oleniok, precum și plante, printre care:
- Aconitum czekanovskyi,
- Oxytropis czekanowskii [3],
- Saxifraga czekanowskii [4],
- Myosotis czekanowskii,
- Papaver czekanowskii,
- Larix czekanowskii ,
- Phoxinus czekanowskii [5] (sinonim Rhynchocypris czekanowskii [6]) ,
- Dendryphantes czekanowskii,
- Hyperborea czekanowskii,
- Tropodiaptomus czekanowskii [7],
- Scoliocentra czekanowskii.

Lucrări practice: Cercetări geologice în Gubernia Irkutsk (Petersburg, 1874), Jurnalul expediției pe rîul Tunguska inferioară, Oleniok și Lena în anii 1873-1875 (1896).